# Carlos Villanueva Rolland
Carlos Andrés Villanueva Rolland (Viña del Mar, 5 febbraio 1986) è un calciatore cileno, centrocampista dell'Audax Italiano.

## Carriera

### Club
Cresciuto nelle giovanili del La Serena, debutta in campionato nel 2003 con un bottino di 15 presenze e 5 gol a 17 anni. Passato all'Audax Italiano diventa uno dei migliori giocatori del club a livello realizzativo.
Il 29 luglio 2008 è stato ufficializzato il suo trasferimento al Blackburn. Il 20 settembre debutta nella gara casalinga contro il Fulham realizzando il passaggio per l'assist di Roque Santa Cruz al gol di Derbyshire. La settimana successiva esordisce dal primo minuto contro il Newcastle e contribuisce con un assist vincente alla rete di Christopher Samba. Il 5 gennaio 2009 segna su punizione contro il Blyth Spartans in FA Cup e il 4 febbraio marca una doppietta contro il Sunderland, sempre in Coppa d'Inghilterra.
Il 16 maggio 2009 è stato ufficializzato il suo trasferimento all'Al-Shabab, squadra di Dubai, a partire dal campionato 2009-2010.
Il 4 febbraio 2013 l'Al Shabab ha ufficializzato il suo passaggio in prestito fino al 31 maggio all'Universidad Católica.
Nel 2016 si trasferisce all'Ittihad di Gedda, con cui in tre stagioni vince la Coppa della Corona del Principe nel 2017 e la Coppa del Re dei Campioni 2018.
Il 15 gennaio 2020 viene acquistato dall'Al-Fayha, un altro club saudita.

### Nazionale
Ha partecipato alla Copa América 2007 con la Nazionale cilena, realizzando un pregevole gol su punizione contro l'Ecuador. Dopo aver giocato qualche partita di qualificazioni sudamericane viene escluso dalla lista dei convocati cileni al Mondiale 2010.

## Palmarès

### Club
- Coppa della Corona del Principe saudita: 1

Al-Ittihad: 2016-2017
- Coppa del Re dei Campioni: 1

Al-Ittihad: 2018

### Individuale
- Equipo Ideal de América: 1

2007
- Calciatore cileno dell'anno: 1

2007

## Statistiche

### Presenze e reti nei club
Statistiche aggiornate al 29 aprile 2012.
| Stagione              | Squadra               | Campionato            | Campionato | Campionato | Coppe nazionali | Coppe nazionali | Coppe nazionali | Coppe continentali | Coppe continentali | Coppe continentali | Altre coppe | Altre coppe | Altre coppe | Totale | Totale |
| Stagione              | Squadra               | Comp                  | Pres       | Reti       | Comp            | Pres            | Reti            | Comp               | Pres               | Reti               | Comp        | Pres        | Reti        | Pres   | Reti   |
| --------------------- | --------------------- | --------------------- | ---------- | ---------- | --------------- | --------------- | --------------- | ------------------ | ------------------ | ------------------ | ----------- | ----------- | ----------- | ------ | ------ |
| 2003-2004             | Dep. la Serena        | SD                    | 15         | 5          | -               | -               | -               | -                  | -                  | -                  | -           | -           | -           | 15     | 5      |
| Totale Dep. la Serena | Totale Dep. la Serena | Totale Dep. la Serena | 15         | 5          |                 | -               | -               |                    | -                  | -                  |             | -           | -           | 15     | 5      |
| 2004-2005             | Audax Italiano        | PD                    | 26         | 0          |                 | -               | -               | -                  | -                  | -                  | -           | -           | -           | 26     | 0      |
| 2005-2006             | Audax Italiano        | PD                    | 25         | 3          | -               | -               | -               | -                  | -                  | -                  | -           | -           | -           | 25     | 3      |
| 2006-2007             | Audax Italiano        | PD                    | 28         | 17         | -               | -               | -               | CL                 | 4                  | 1                  | -           | -           | -           | 32     | 18     |
| 2007-2008             | Audax Italiano        | PD                    | 34         | 24         | -               | -               | -               | CL                 | 6                  | 1                  | -           | -           | -           | 40     | 25     |
| lug.-gen. 2008        | Audax Italiano        | PD                    | 12         | 6          | CC              | 5               | 2               | -                  | -                  | -                  | -           | -           | -           | 17     | 8      |
| Totale Audax Italiano | Totale Audax Italiano | Totale Audax Italiano | 125        | 50         |                 | 5               | 2               |                    | 10                 | 2                  |             | -           | -           | 140    | 56     |
| gen.-lug. 2009        | Blackburn             | PL                    | 13         | 0          | FAC             | 2               | 0               | -                  | -                  | -                  | FLC         | 5           | 1           | 18     | 1      |
| Totale Blackburn      | Totale Blackburn      | Totale Blackburn      | 13         | 0          |                 | 2               | 0               |                    | -                  | -                  |             | 5           | 1           | 18     | 1      |
| 2009-2010             | Al-Shabab             | PL                    | 10         | 1          | CEA             | 5               | 2               | CLA                | 6                  | 2                  | EEC         | 4           | 1           | 25     | 8      |
| 2010-2011             | Al-Shabab             | PL                    | 20         | 6          | CEA             | 5               | 3               | CCG                | 7                  | 3                  | EEC         | 7           | 0           | 39     | 16     |
| 2011-2012             | Al-Shabab             | PL                    | 14         | 2          | CEA             | 2               | 1               | CLA                | 3                  | 0                  | EEC         | 10          | 4           | 27     | 6      |
| 2012-gen.2013         | Al-Shabab             | PL                    | 1          | 0          | CEA             | 0               | 0               | CLA                | 0                  | 0                  | EEC         | 1           | 0           | 2      | 0      |
| gen.-giu. 2013        | Universidad Católica  | PD                    | 12         | 1          | Cc              | 3               | 1               | -                  | -                  | -                  | -           | -           | -           | 15     | 2      |
| Totale carriera       | Totale carriera       | Totale carriera       | 207        | 64         |                 | 20              | 9               |                    | 26                 | 7                  |             | 27          | 6           | 270    | 93     |

### Cronologia presenze e reti in nazionale
| Cronologia completa delle presenze e delle reti in nazionale ― Cile | Cronologia completa delle presenze e delle reti in nazionale ― Cile | Cronologia completa delle presenze e delle reti in nazionale ― Cile | Cronologia completa delle presenze e delle reti in nazionale ― Cile | Cronologia completa delle presenze e delle reti in nazionale ― Cile | Cronologia completa delle presenze e delle reti in nazionale ― Cile | Cronologia completa delle presenze e delle reti in nazionale ― Cile | Cronologia completa delle presenze e delle reti in nazionale ― Cile |
| Data                                                                | Città                                                               | In casa                                                             | Risultato                                                           | Ospiti                                                              | Competizione                                                        | Reti                                                                | Note                                                                |
| ------------------------------------------------------------------- | ------------------------------------------------------------------- | ------------------------------------------------------------------- | ------------------------------------------------------------------- | ------------------------------------------------------------------- | ------------------------------------------------------------------- | ------------------------------------------------------------------- | ------------------------------------------------------------------- |
| 7-2-2007                                                            | Maracaibo                                                           | Venezuela                                                           | 0 – 1                                                               | Cile                                                                | Amichevole                                                          | -                                                                   | 75’                                                                 |
| 9-5-2007                                                            | Osorno                                                              | Cile                                                                | 3 – 0                                                               | Cuba                                                                | Amichevole                                                          | -                                                                   | 81’                                                                 |
| 23-5-2007                                                           | Port-au-Prince                                                      | Haiti                                                               | 0 – 0                                                               | Cile                                                                | Amichevole                                                          | -                                                                   | 46’                                                                 |
| 5-6-2007                                                            | Kingston                                                            | Giamaica                                                            | 0 – 1                                                               | Cile                                                                | Amichevole                                                          | -                                                                   | 77’                                                                 |
| 27-6-2007                                                           | Puerto Ordaz                                                        | Ecuador                                                             | 2 – 3                                                               | Cile                                                                | Coppa America 2007 - 1º turno                                       | 1                                                                   | 73’                                                                 |
| 4-7-2007                                                            | Puerto La Cruz                                                      | Messico                                                             | 0 – 0                                                               | Cile                                                                | Coppa America 2007 - 1º turno                                       | -                                                                   |                                                                     |
| 11-9-2007                                                           | Vienna                                                              | Austria                                                             | 0 – 2                                                               | Cile                                                                | Amichevole                                                          | -                                                                   | 89’                                                                 |
| 18-11-2007                                                          | Montevideo                                                          | Uruguay                                                             | 2 – 2                                                               | Cile                                                                | Qual. Mondiali 2010                                                 | -                                                                   | 46’                                                                 |
| 22-11-2007                                                          | Santiago del Cile                                                   | Cile                                                                | 0 – 3                                                               | Paraguay                                                            | Qual. Mondiali 2010                                                 | -                                                                   | 46’                                                                 |
| 4-6-2008                                                            | Rancagua                                                            | Cile                                                                | 2 – 0                                                               | Guatemala                                                           | Amichevole                                                          | -                                                                   |                                                                     |
| 7-6-2008                                                            | Valparaíso                                                          | Cile                                                                | 0 – 0                                                               | Panama                                                              | Amichevole                                                          | -                                                                   | 76’                                                                 |
| 15-6-2008                                                           | La Paz                                                              | Bolivia                                                             | 0 – 2                                                               | Cile                                                                | Qual. Mondiali 2010                                                 | -                                                                   | 55’ 60’                                                             |
| 9-10-2010                                                           | Abu Dhabi                                                           | Emirati Arabi Uniti                                                 | 0 – 2                                                               | Cile                                                                | Amichevole                                                          | -                                                                   | 59’                                                                 |
| Totale                                                              |                                                                     | Presenze                                                            | 13                                                                  |                                                                     | Reti                                                                | 1                                                                   |                                                                     |